# L'Âge vermeil
L'Âge vermeil est une mini-série de Roger Kahane, écrite par Daniel Goldenberg et diffusée en 1984.
Elle contient 4 épisodes de 52 minutes.

## Synopsis
Deux sœurs désargentées louent la maison familiale. Bien que triés sur le volet, les locataires se révèlent insupportables. 

## Distribution
- Renée Faure : Antoinette
- Danielle Darrieux : Adrienne
- Annette Poivre : Yvette Deboulet
- Suzy Delair : Betty de la Saussnaie
- Jean-Pierre Aumont : Jean Crémieu
- André Weber : Gilbert Letuc
- Teddy Bilis : Albert Sablet
- Jean-Paul Roussillon : Urbain
- Dominique Marcas : La voisine
- Laurence Badie : La factrice